# Кубок Австрії з футболу 1970—1971
Кубок Австрії з футболу 1970–1971 — 37-й розіграш кубкового футбольного турніру в Австрії. Титул здобула Аустрія (Відень).

## Календар
| Раунд            | Дата                                                                          | Матчі | Клуби   |
| ---------------- | ----------------------------------------------------------------------------- | ----- | ------- |
| Попередній раунд | 8 серпня 1970                                                                 | 2     | 34 → 32 |
| 1/16 фіналу      | 8 серпня - 26 вересня 1970, 14 жовтня 1970 (перегравання)                     | 16+1  | 32 → 16 |
| 1/8 фіналу       | 26 вересня - 13 грудня 1970, 1 листопада 1970 - 13 лютого 1971 (перегравання) | 8+2   | 16 → 8  |
| 1/4 фіналу       | 20-21 лютого 1971                                                             | 4     | 8 → 4   |
| 1/2 фіналу       | 21 квітня 1971                                                                | 2     | 4 → 2   |
| Фінал            | 9 червня 1971                                                                 | 1     | 2 → 1   |

## Попередній раунд
| Команда 1      | Рахунок | Команда 2         |
| -------------- | ------- | ----------------- |
| 8 серпня 1970  |         |                   |
| Капфенберг (2) | 2:1     | Флорідсдорфер (3) |
| Вінерберг (2)  | 2:3     | Радентгайн        |

## 1/16 фіналу
| Команда 1                  | Рахунок | Команда 2              |
| -------------------------- | ------- | ---------------------- |
| 8 серпня 1970              |         |                        |
| Аматор Штайр (3)           | 1:5     | Штурм                  |
| Вінер Шпорт-Клуб           | 2:0     | Аустрія (Лустенау) (2) |
| Кундль (2)                 | 1:4     | Ферст Вієнна           |
| Гайд Штоккерау (2)         | 1:2     | Рапід (Відень)         |
| ФК Дорнбірн (2)            | 0:3     | ФОЕСТ (Лінц)           |
| Аустрія (Клагенфурт) (2)   | 0:6     | ЛАСК Лінц              |
| Ред Стар Кніттельфельд (3) | 2:1     | Адміра (Відень)        |
| Філлахер (2)               | 1:2     | Грацер                 |
| 9 серпня 1970              |         |                        |
| Блау-Вайсс Фельдкірх (2)   | 1:3     | ВШГ Ваттенс            |
| Шварц-Вайсс (Брегенц)      | 1:3     | Ваккер (Інсбрук)       |
| Рорбах (4)                 | 1:9     | Ваккер (Відень)        |
| Бішофсгофен                | 2:2 дч  | Аустрія (Відень)       |
| Галлайнер (2)              | 1:2 дч  | Зіммерингер            |
| 15 серпня 1970             |         |                        |
| Тульн (2)                  | 0:1 дч  | Капфенберг (2)         |
| 26 вересня 1970            |         |                        |
| Фоншдорф (2)               | 2:3     | Аустрія (Зальцбург)    |
| Радентгайн                 | 1:3 дч  | Айзенштадт (2)         |

Перегравання
| Команда 1        | Рахунок | Команда 2   |
| ---------------- | ------- | ----------- |
| 14 жовтня 1970   |         |             |
| Аустрія (Відень) | 5:0     | Бішофсгофен |

## 1/8 фіналу
| Команда 1           | Рахунок | Команда 2                  |
| ------------------- | ------- | -------------------------- |
| 26 вересня 1970     |         |                            |
| Грацер              | 2:1     | Капфенберг (2)             |
| 27 вересня 1970     |         |                            |
| ФОЕСТ (Лінц)        | 7:1     | Ред Стар Кніттельфельд (3) |
| 4 жовтня 1970       |         |                            |
| Зіммерингер         | 3:3 дч  | Ваккер (Відень)            |
| 8 грудня 1970       |         |                            |
| Аустрія (Зальцбург) | 3:1     | ЛАСК Лінц                  |
| Ваккер (Інсбрук)    | 0:1 дч  | Аустрія (Відень)           |
| Рапід (Відень)      | 2:1     | Айзенштадт (2)             |
| Штурм               | 2:1 дч  | Вінер Шпорт-Клуб           |
| 13 грудня 1970      |         |                            |
| ВШГ Ваттенс         | 0:0 дч  | Ферст Вієнна               |

Перегравання
| Команда 1        | Рахунок | Команда 2   |
| ---------------- | ------- | ----------- |
| 1 листопада 1970 |         |             |
| Ваккер (Відень)  | 1:0     | Зіммерингер |
| 13 лютого 1971   |         |             |
| Ферст Вієнна     | 4:0     | ВШГ Ваттенс |

## 1/4 фіналу
| Команда 1        | Рахунок | Команда 2           |
| ---------------- | ------- | ------------------- |
| 20 лютого 1971   |         |                     |
| Ферст Вієнна     | 2:1     | ФОЕСТ (Лінц)        |
| Ваккер (Відень)  | 0:5     | Рапід (Відень)      |
| Штурм            | 1:0     | Аустрія (Зальцбург) |
| 21 лютого 1971   |         |                     |
| Аустрія (Відень) | 1:0     | Грацер              |

## 1/2 фіналу
| Команда 1        | Рахунок | Команда 2    |
| ---------------- | ------- | ------------ |
| 21 квітня 1971   |         |              |
| Рапід (Відень)   | 3:1     | Ферст Вієнна |
| Аустрія (Відень) | 5:1     | Штурм        |

## Фінал
| 9 червня 1971 |

| Аустрія (Відень) | 2:1 дч   | Рапід (Відень) |
| ---------------- | -------- | -------------- |
| Рідль 88', 104'  | Протокол | Бузек 74'      |

| Пратерштадіон, Відень Глядачів: 20 000 Арбітр: Фердінанд Маршалл |